# Ballou
Ballou és una concentració de població designada pel cens dels Estats Units a l'estat d'Oklahoma. Segons el cens del 2000 tenia 142 habitants.

## Demografia
Segons el cens del 2000, Ballou tenia 142 habitants, 58 habitatges, i 41 famílies. La densitat de població era de 14,7 habitants per km².
Dels 58 habitatges en un 19% hi vivien nens de menys de 18 anys, en un 62,1% hi vivien parelles casades, en un 5,2% dones solteres, i en un 27,6% no eren unitats familiars. En el 24,1% dels habitatges hi vivien persones soles el 8,6% de les quals corresponia a persones de 65 anys o més que vivien soles. El nombre mitjà de persones vivint en cada habitatge era de 2,45 i el nombre mitjà de persones que vivien en cada família era de 2,93.
Per edats la població es repartia de la següent manera: un 18,3% tenia menys de 18 anys, un 10,6% entre 18 i 24, un 31% entre 25 i 44, un 28,2% de 45 a 60 i un 12% 65 anys o més.
L'edat mediana era de 40 anys. Per cada 100 dones de 18 o més anys hi havia 118,9 homes.
La renda mediana per habitatge era de 27.321 $ i la renda mediana per família de 53.068 $. Els homes tenien una renda mediana de 23.750 $ mentre que les dones 50.455 $. La renda per capita de la població era de 15.859 $. Cap de les famílies estaven per davall del llindar de pobresa.

## Poblacions més properes
El següent diagrama mostra les poblacions més properes.